# Kvarteret Svärdet

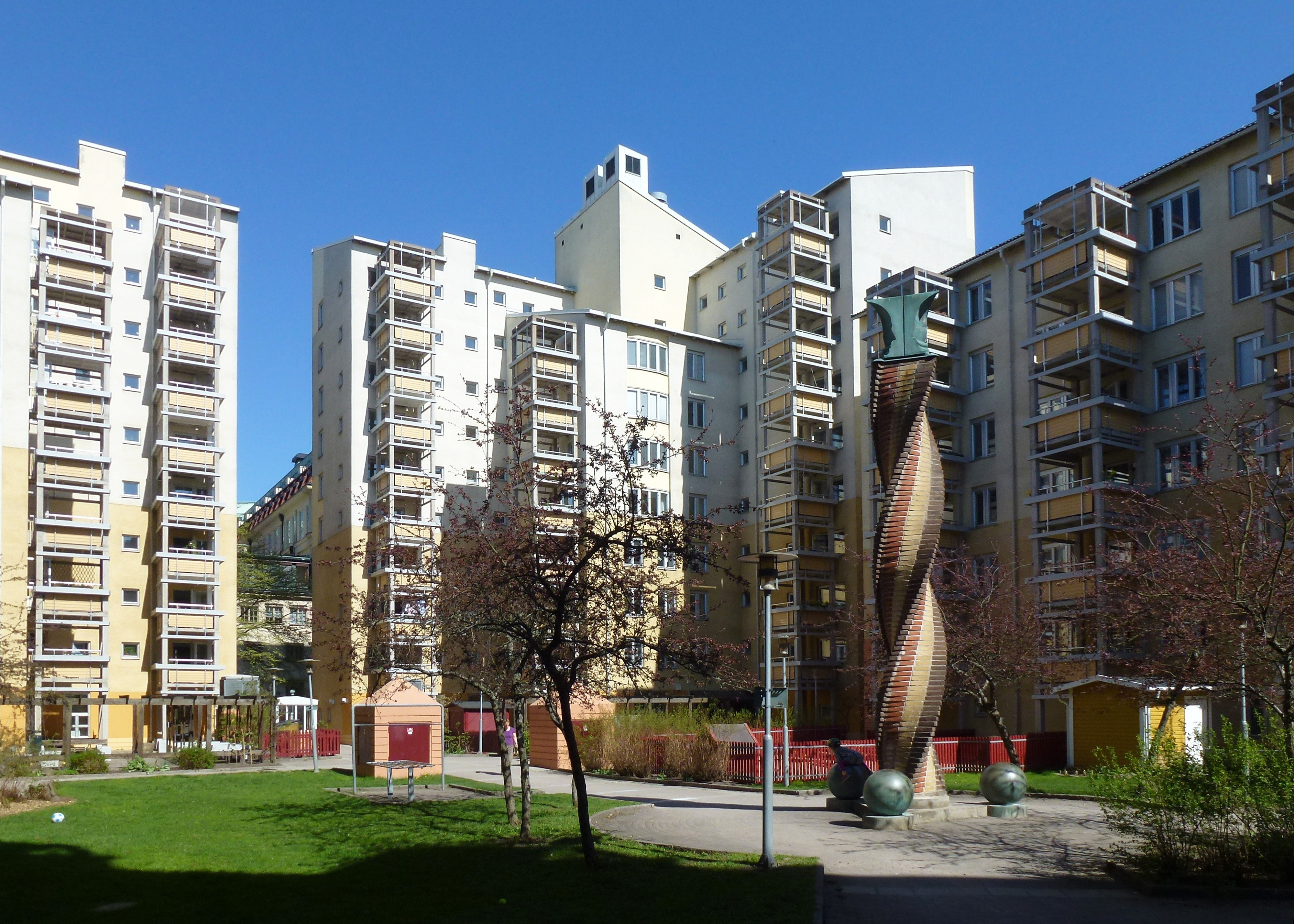
Kvarteret Svärdet i april 2014.

Kvarteret Svärdet är ett kvarter och ett bostadsområde på Södra stationsområdet på Södermalm i Stockholm. Här uppfördes 1987-1990 ett av Södermalms mest högexploaterade bostadskvarter med cirka 600 bostäder i 4 till 14 våningar höga hus som ritades av arkitekt Bengt Lindroos.

## Historik

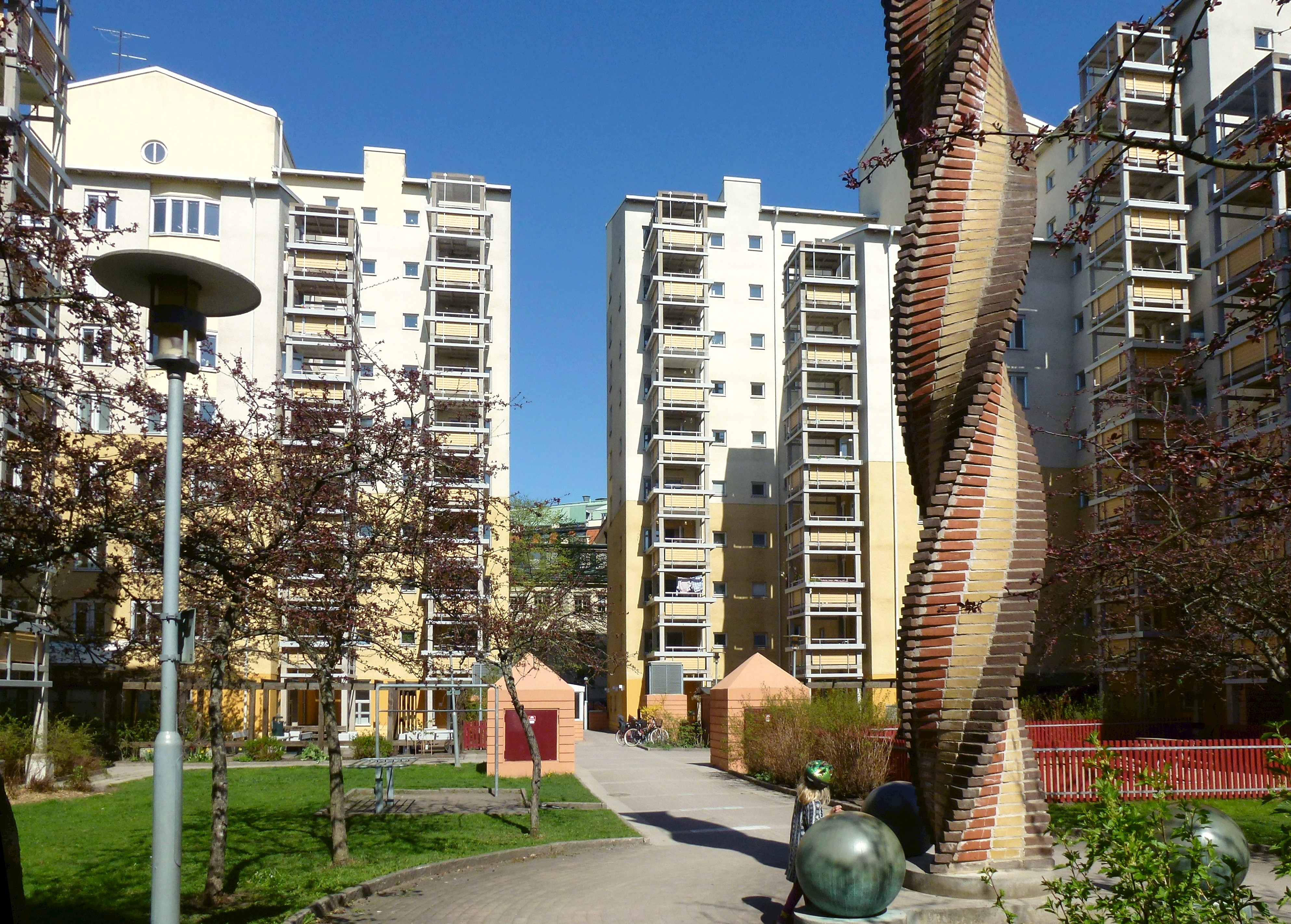
Kvarteret Svärdet innergården.

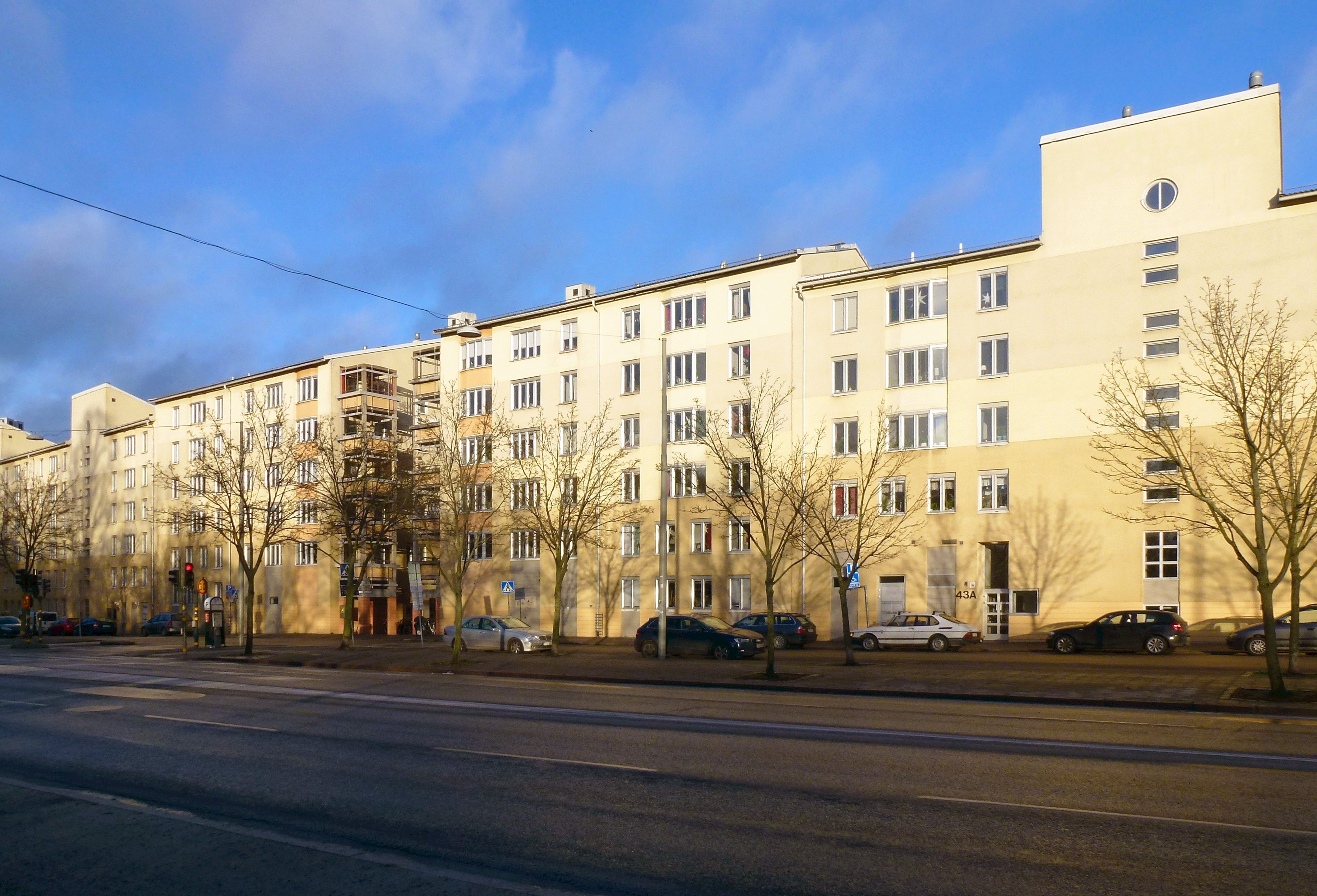
Fasaderna mot Ringvägen.

Kvarteret har en triangulär form med en svärdliknande spets mot sydväst. Namnet hörde till en kategori med vapenrelaterade namn som Kulan och Haglet (numera utgångna) samt Skottet och Siktet. Kvarteret Svärdet begränsas av Ringvägen i väst, Maria Bangata i nordost och Sköldgatan i syd. Parallellt med Maria Bangata gick här fram till 1920-talets slut Västra stambanan spårområde i ett djupt dike. Norr om kvarteret står Tobaksmonopolets byggnader (numera med annan verksamhet).  1922-1924 lät Tobaksmonopolet uppföra tre magasinsbyggnader på kvarteret Svärdet. De stod kvar fram till början av 1980-talet då de revs för att bereda plats för den nya bostadsbebyggelsen.

## Bostadskvarteret
Bostadskvarteret Svärdet började planeras 1980 i samband med omdaningen av Södra stationsområdet. Byggherre var Stockholmshem som anlitade arkitekt Bengt Lindroos att rita det nya bostadsområdet. Projekterings- och byggnadsarbetet drog ut på tiden på grund av kostnadskrisen inom byggsektorn och det dröjde till 1990 innan allt var färdigbyggt. Svärdets bostadskvarter grupperar sig i form av ett ”V” runt Ånghästparken. Från Maria Bangata nås området via en gångbro över det forna järnvägsdiket.
På den begränsade ytan lyckades Bengt Lindroos att skapa drygt 600 bostäder, från ett rum och kök till fem rum och kök.  Byggnaderna är 4-14 våningar höga. Karakteristiska är byggnadernas inbördes höjdvariation och deras pulpettak. Intressanta är de utanpåliggande balkongerna med en hängkonstruktion i betong som med sina mått 2,4 x 2,4 meter är väl tilltagna. Fasaderna är putsade och har en svagt gul-grå-grön bandindelning. Stor omsorg lades vid gårdarnas gestaltning som inbjuder till lek och samvaro. Gårdsmiljön gestaltades av konstnären Sivert Lindblom med bland annat en hög, vriden tegelpelare.
Idag (2014) delas storkvarteret av tre förvaltare respektive bostadsrättsföreningar: Stockholmshem förvaltar 242 lägenheter i områdets östra del, den norra delen består av 242 lägenheter i ”BRF Ånghästen”, medan den mellersta kvartersdelen är ”BRF Svärdet 6” med  121 lägenheter, lokaler är ej räknade.

## Balkonger

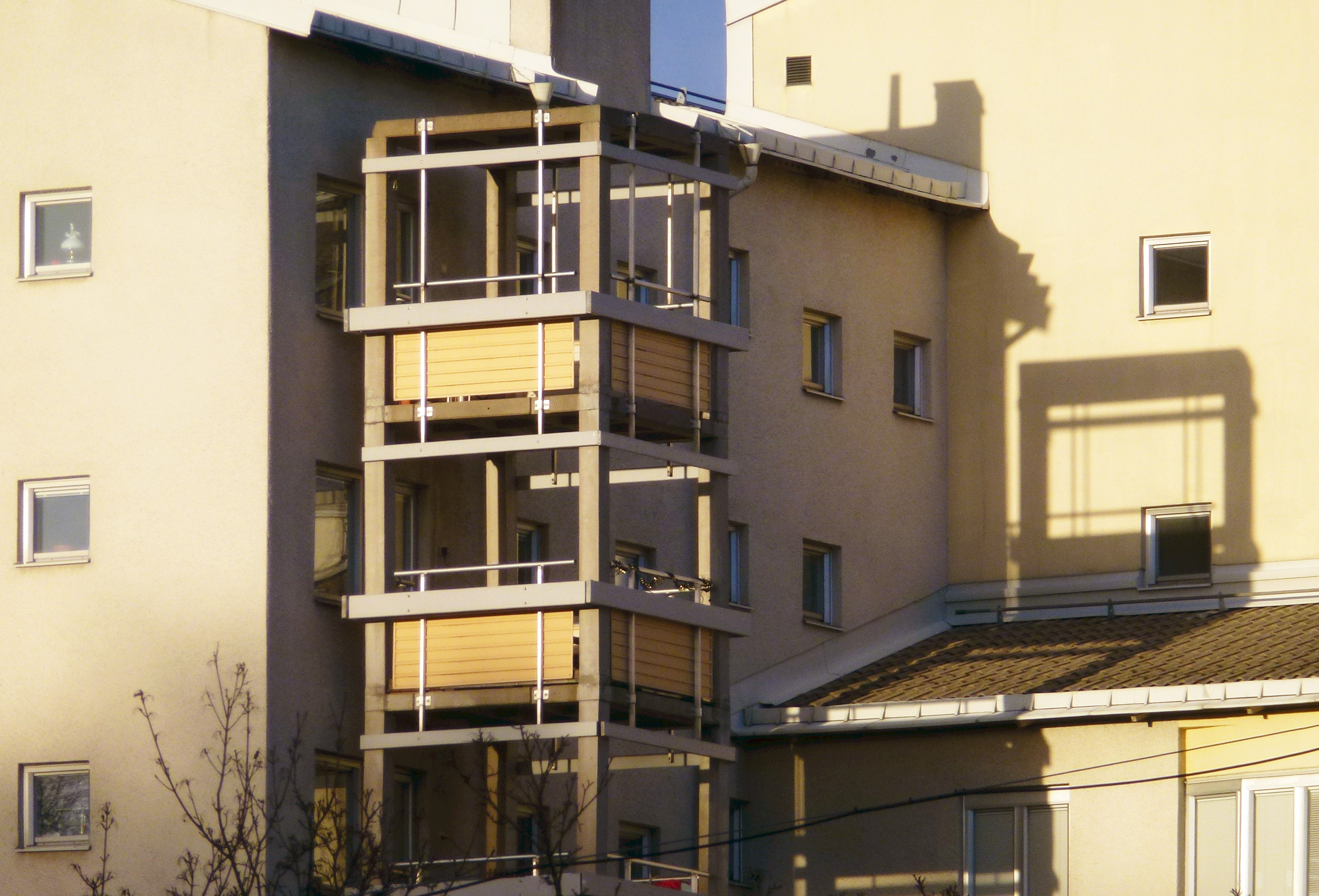
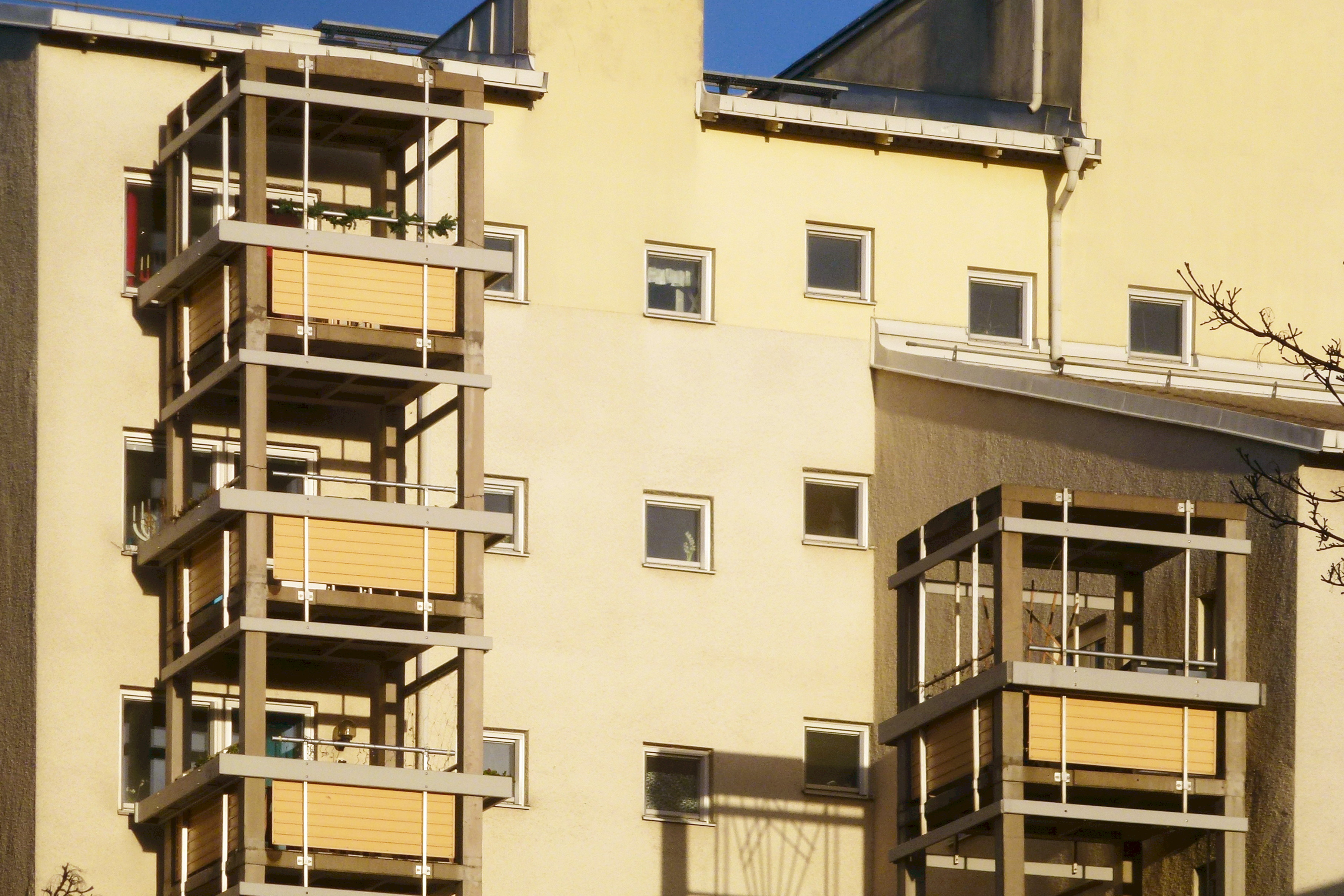
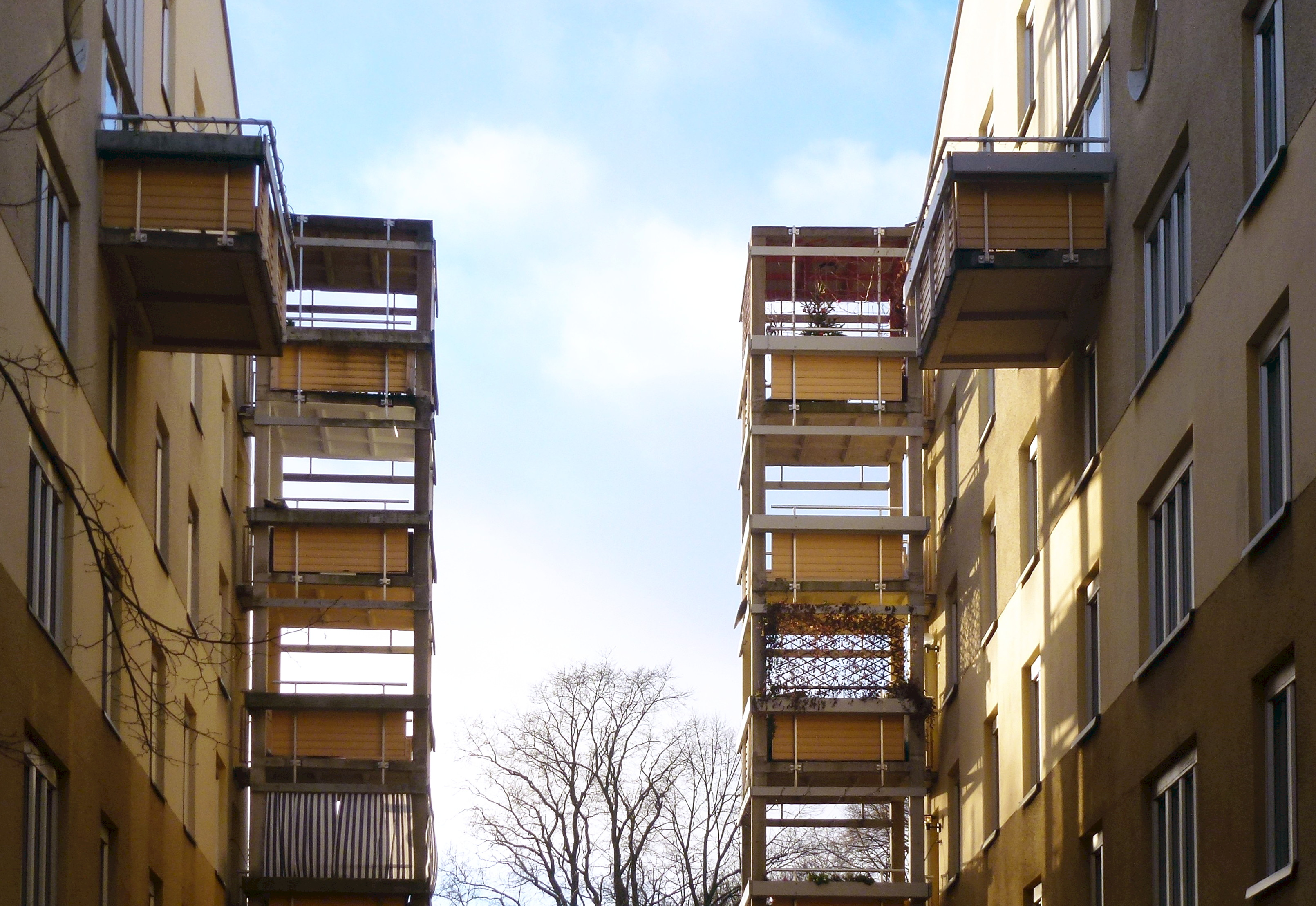
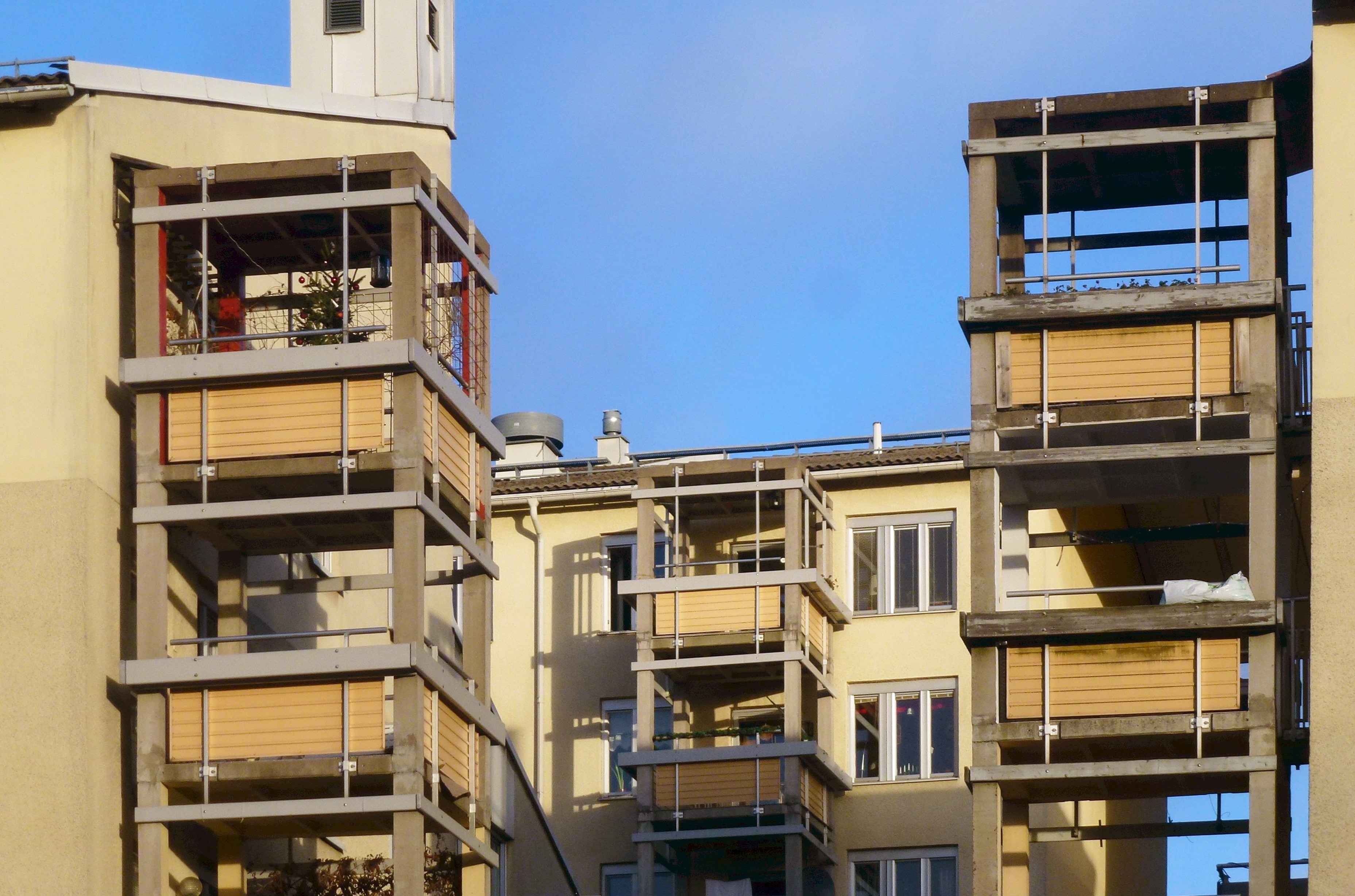